# Isoetes montana
Isoetes montana är en kärlväxtart som beskrevs av Georg Heinrich Weber. Isoetes montana ingår i släktet braxengräs, och familjen Isoetaceae. Inga underarter finns listade i Catalogue of Life.